# Bisbat d'Auxerre

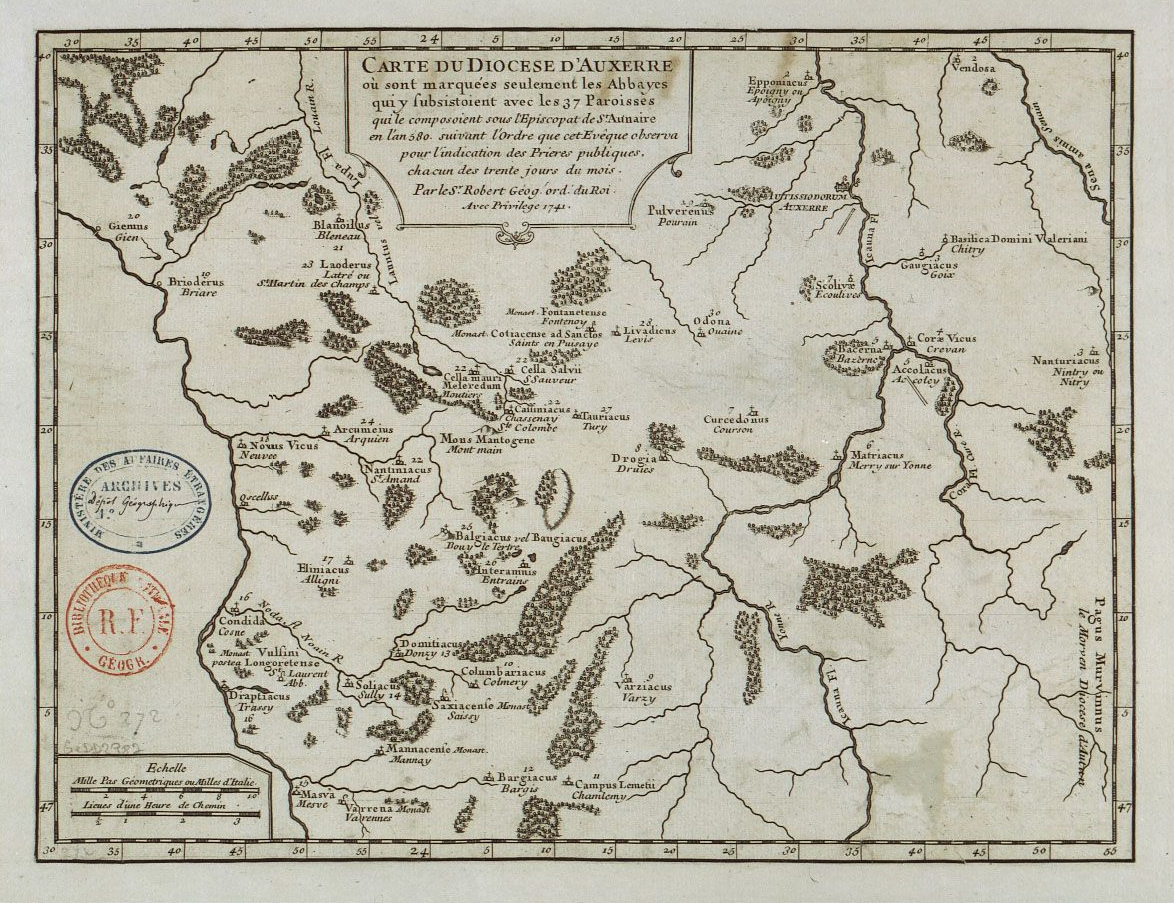
Mapa de la diòcesi d'Auxerre.

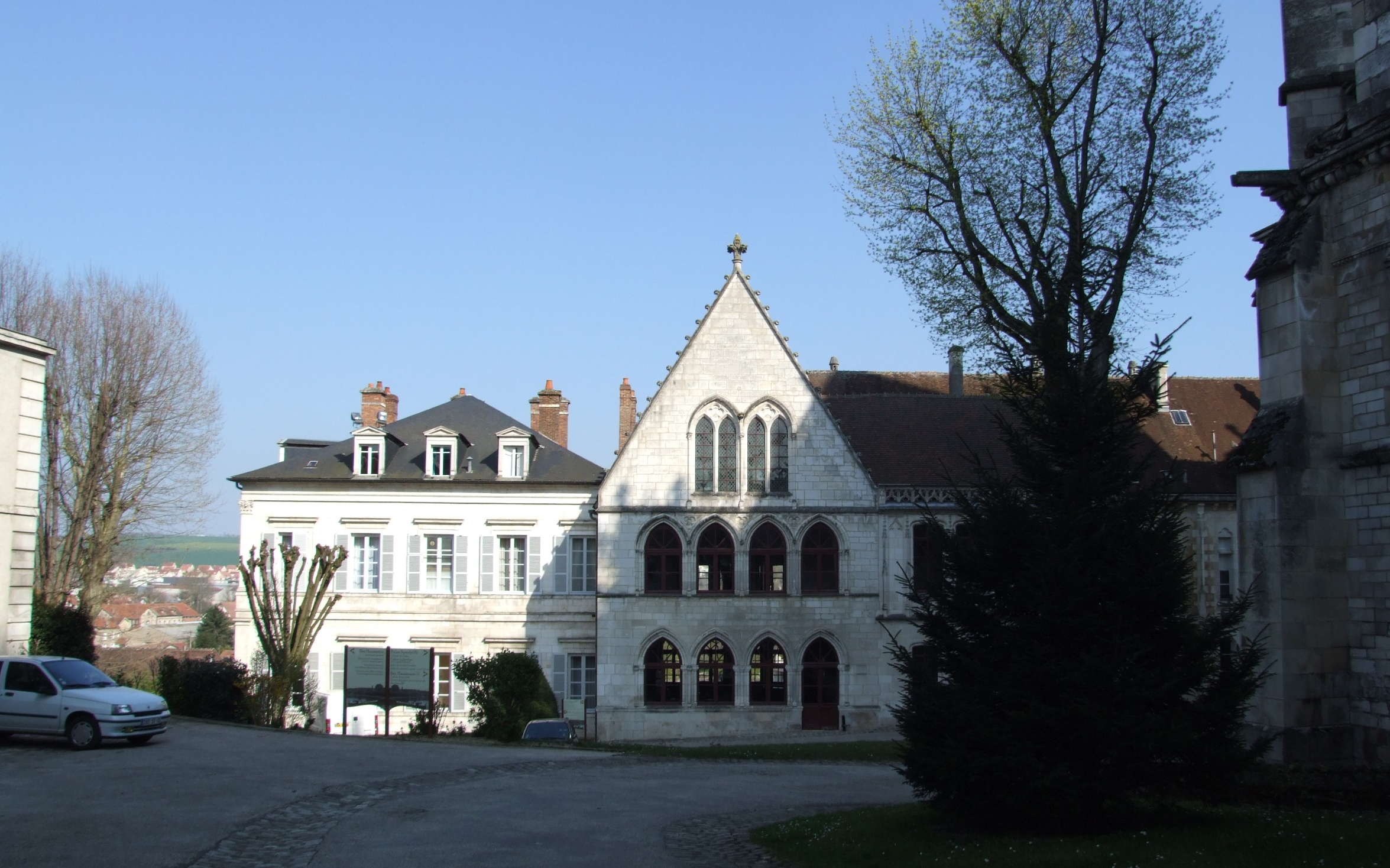
L'antic palau episcopal d'Auxerre, fet construir pel bisbe François de Dinteville el, i avui seu de la prefectura de l'Yonne.

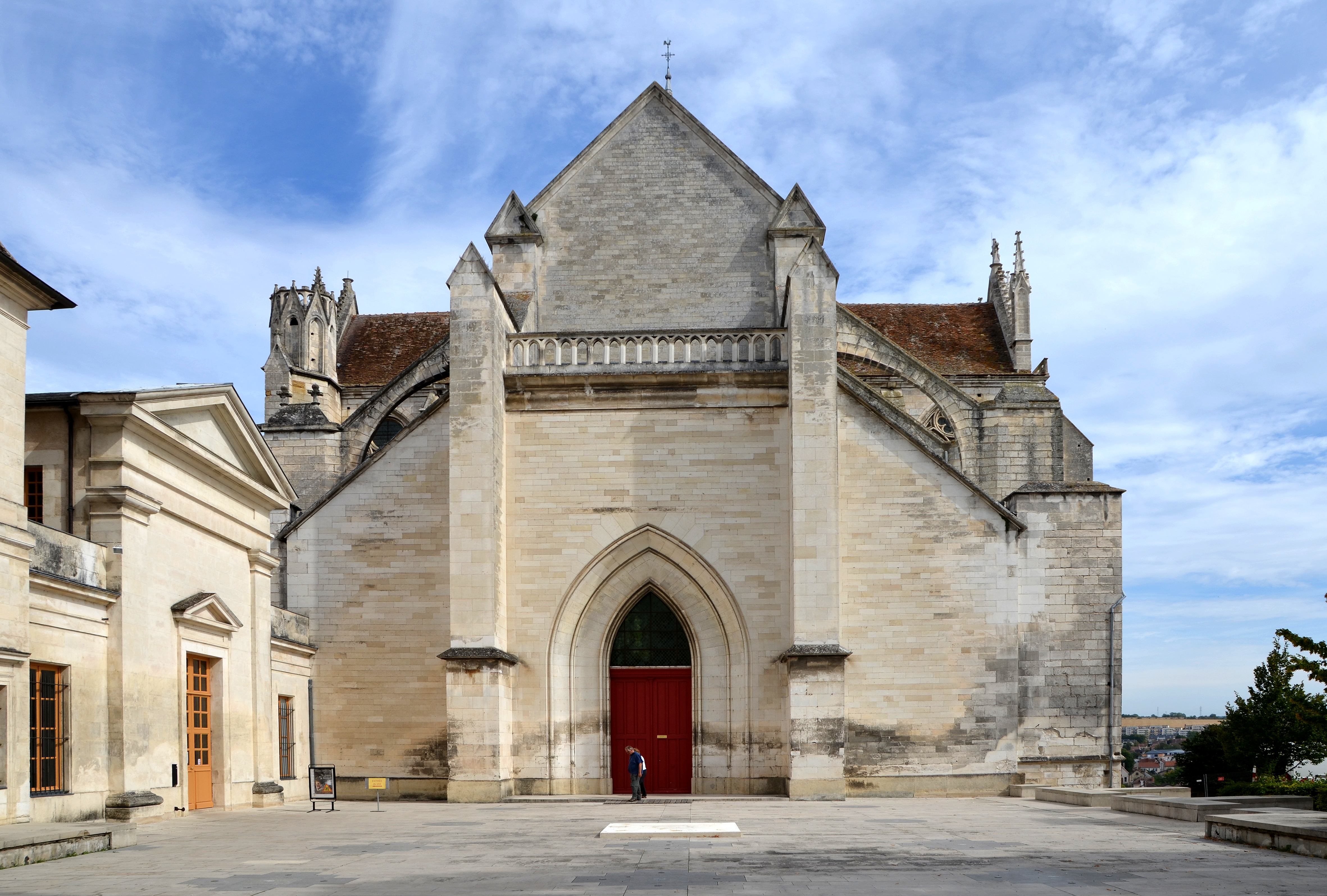
L'església abacial de Sant Germà, avui seu del Musée Abbaye Saint Germain, erigida per sant Germà d'Auxerre al.

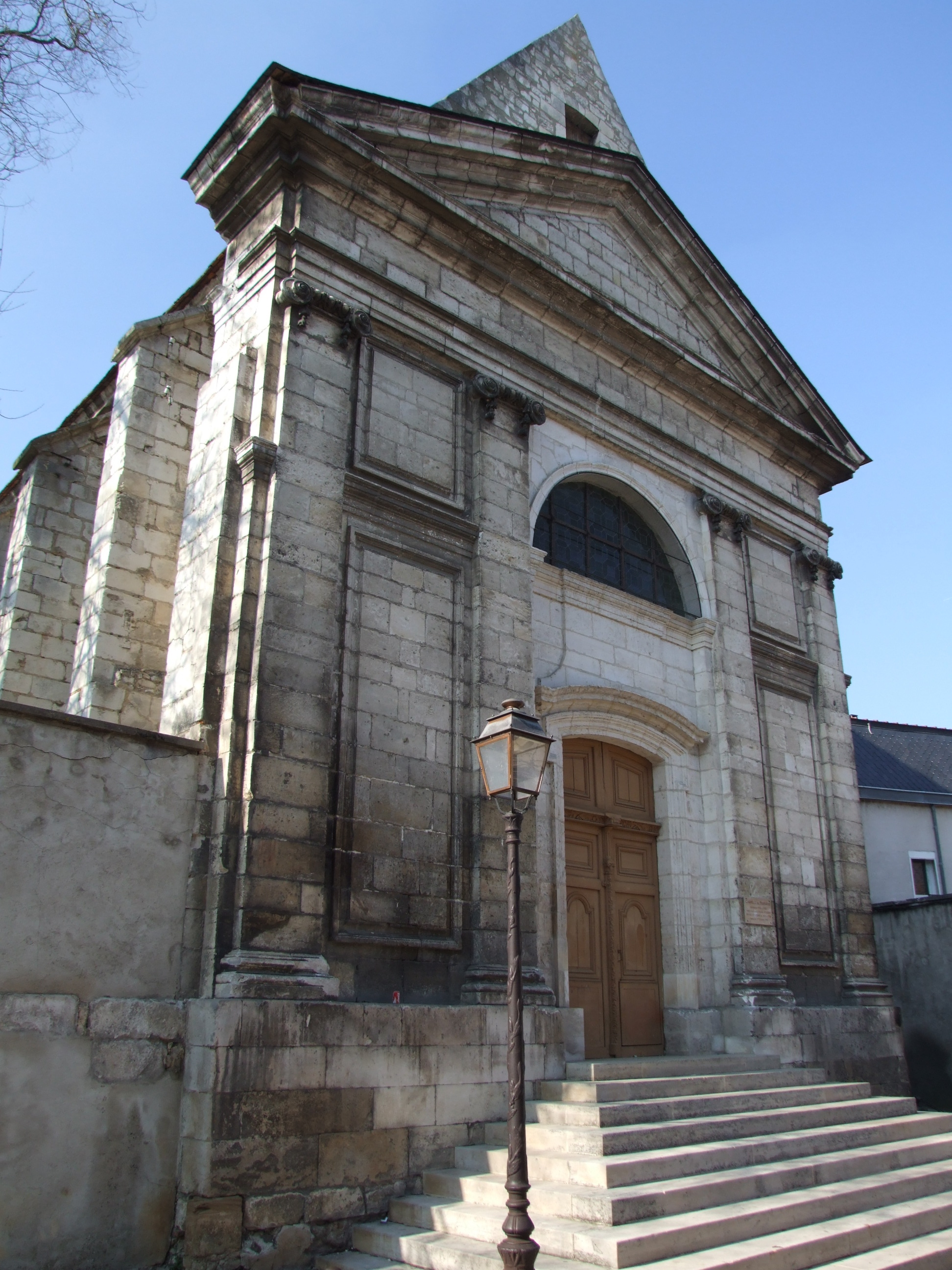
La capella del seminari d'Auxerre, edificada entre el 1706 i el 1709.

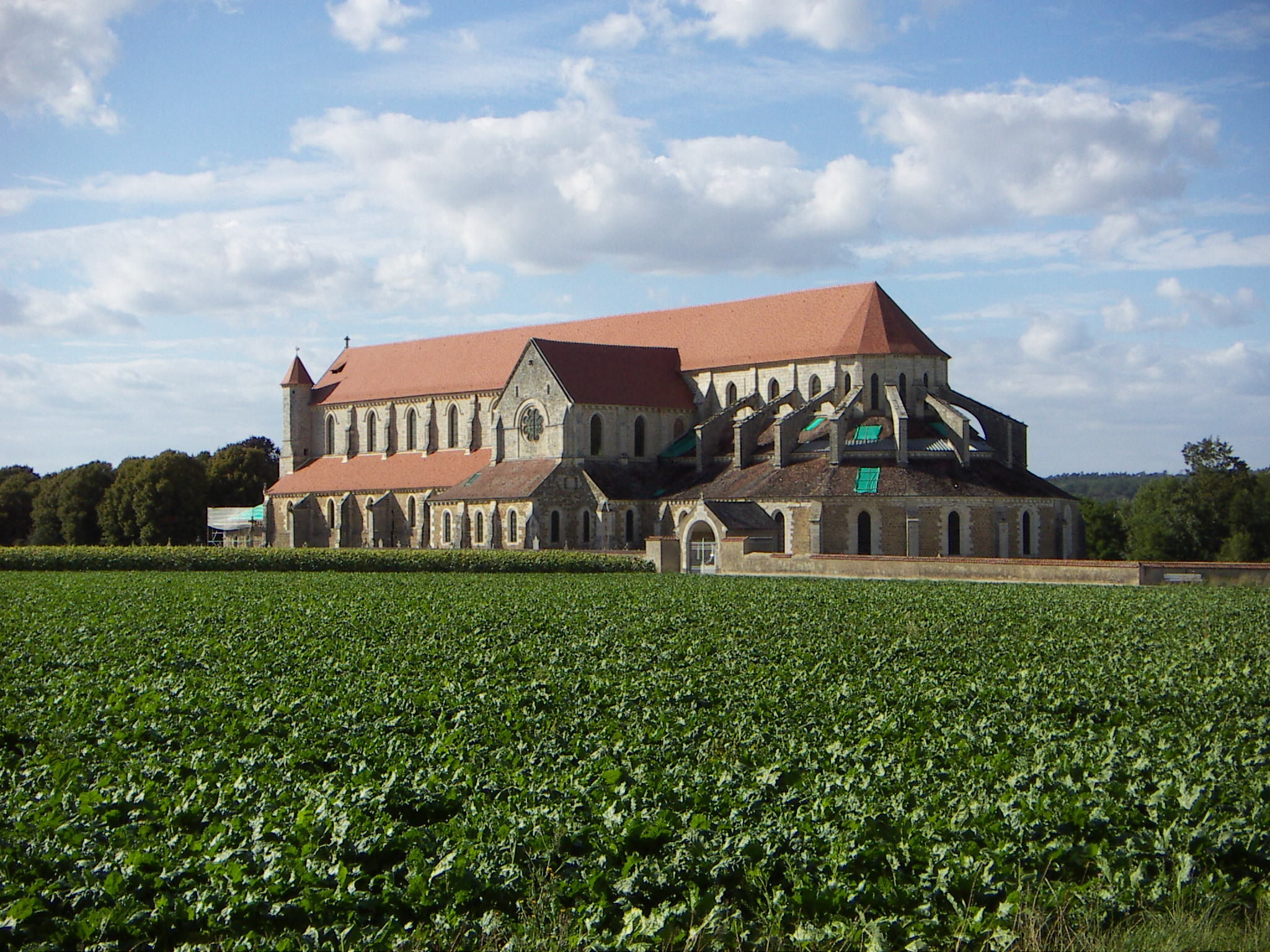
L'església de l'antiga abadia de Pontigny, erigida el.

El bisbat d'Auxerre (francès: Diocèse d'Auxerre, llatí: Dioecesis Antissiodorensis) és una seu suprimida de l'Església Catòlica a França.

## Territori
La diòcesi incloïa part de Borgonya. Limitava al nord amb l'arquebisbat de Sens, a l'est amb la diòcesi de Langres, al sud amb les d'Autun i de Nevers, i a l'oest amb l'arquebisbat de Bourges i la diòcesi d'Orleans.
La seu episcopal era la ciutat d'Auxerre, a l'actual departament del Yonne, on l'església de Sant Esteve servia de catedral.
Al segle xviii, la diòcesi incloïa 217 parròquies, agrupades en quatre arsipresbiterats: Auxerre, Puisaye, Sant-Bris i Varzy.
Al territori diocesà també hi havia 9 esglésies col·legiades, 12 abadies (3 dones i 9 homes) i 30 priorats. Entre les abadies masculines, recordem la benedictina de Sant Germà i l'agustinià de Sant Pere i Sant Amat a Auxerre; les abadies cistercenques de Pontigny, Bouras i Reigny; l'abadia premonstratenca de Saint-Maurien d'Auxerre.

## Història
La diòcesi d'Auxerre va ser erigida devers la fi del segle iii. Segons una antiga llegenda, el primer bisbe hauria sigut Sant Pelegrí, que va patir martiri a l'època de l'emperador Dioclecià (a inicis del segle iv).
Autessiodurum era una civitas de la Gàl·lia Lugdunense quarta (o Senonia), com ho demostra la Notitia Galliarum a principi del segle v. Des del punt de vista tant religiós com civil Auxerre depenia de la província eclesiàstica de l'arxidiòcesi de Sens, la seu metropolitana provincial.
El 875 els canonges Rainogala i Agaldo van compilar el primer catàleg dels bisbes d'Auxerre, que es considerava com a substancialment cert pels historiadors posteriors, que van plantejar alguns dubtes sobre l'exactitud de la cronologia pel període anterior al segle vii i va prendre nota del gran nombre de sants entre els bisbes d'Auxerre. Entre ells cal esmentar Sant Germà, a la primera meitat del segle v, va tenir un paper important no només en la història de l'Església de Gàl·lia, sinó també en la de Britànnia.
El segle xii es caracteritzà per la lluita per mantenir l'ortodòxia catòlica de l'heretgia: Hugues de Noyers, bisbe d'Auxerre, va ser anomenat Malleus haereticorum per a la lluita contra els càtars, que també va participar el seu successor Guillaume de Seignelay. Aquest últim bisbe va fer construir la catedral el 1215, al lloc d'una església anterior construïda l'any 1030.
A partir del segle xvii, la diòcesi d'Auxerre va ser un dels centres de difusió del jansenisme i s'hi van acollir refugiats d'altres diòcesis. L'època jansenista de la diòcesi s'acabarà només amb la mort del bisbe Charles de Caylus el 1754.
La diòcesi va ser abolida després del Concordat amb la butlla Qui Christi Domini del Papa Pius VII del 29 de novembre de 1801 i el seu territori va ser incorporat en la diòcesi de Troyes. Els bisbes de Troyes també van rebre el títol de bisbes d'Auxerre. L'últim bisbe d'Auxerre, Jean-Baptiste-Casa Campió de Cicé, es va oposar a la renúncia, com ho requeria la butlla papal, i va morir a l'exili a Alemanya el 16 d'agost de 1805.
El concordat de juny de 1817 i la posterior butlla Commissa divinitus, preveia el restabliment de la diòcesi d'Auxerre, que havia d'incloure els districtes d'Auxerre, d'Avallon i Tonnerre; però el nou acord mai no va entrar en vigor, perquè no va ser ratificat pel parlament de París. Amb el breu Nostris sub plumbo del 4 de setembre de 1821 es va confirmar la supressió de la diòcesi d'Auxerre i el seu antic territori va passar a formar part de l'arquebisbat de Sens.
El 6 de juny de 1823, amb el breu Antissioderensi ecclesiae, el Papa Pius VII va concedir a l'arquebisbe de Sens el títol d'Auxerre.
Des de 1973, la ciutat d'Auxerre s'ha convertit en la seu de l'arquebisbe de Sens.

## Cronologia episcopal
Auxerre té un Liber episcopalis, elaborat a l'estil del Liber pontificalis, amb notes biogràfiques i dades històriques a través dels anys, mesos i dies com a bisbe per a cada bisbe i el període de vacants entre un bisbe i l'altre. A l'edició més antiga, el catàleg es remunta al bisbe Cristià, a la segona meitat del segle ix. D'acord amb Louis Duchesne, el catàleg episcopal és autèntic i segur, a excepció de la duplicació del nom de Valerià al segle iv, mentre que les dades històriques són certes i verificables amb certesa només des del començament del segle vii.
- Sant Pellegrino †
- Sant Marcellino †
- Sant Valeriano † (citat el 346)
- Sant'Elladio I †
- Sant'Amatore † (vers 388 - 1 de maig de 418 mort)
- Sant Germà † (7 de juliol de 418 consagrat - 31 de juliol de 448 mort)
- Sant'Elladio II †
- Sant Fraterno †
- Sant Censorio † (citat el 475 vers)
- Sant'Orso †
- Sant Teodosio † (citat el 511)
- Sant Gregorio †
- Sant Optato †
- Droctoaldo †
- Sant Eleuterio † (abans de 533 - 26 d'agost de 449 mort)
- Sant Romano †
- Sant Eterio † (? - 27 de juliol de 561 mort)
- Sant Aunario (o Aunacario) † (31 de juliol de 561 - 25 de setembre de 605 mort)[3]
- Sant Desiderio † (3 d'octubre de 605 - 27 d'octubre de 623 mort)
- Sant Palladio † (623 - 659 mort)
- Sant Vigilio † (660 - 11 de març de 685 mort)
- Scopilione † (685 - vers 692 mort)
- Tetrico † (692 - 18 de març de 707 mort)
- Flocoaldo † (707 - 16 de març de vers 712 mort)
- Savarico † (712 - vers 717 o 718 mort)
- Aymaro † (vers 717 o 718 - vers 731 mort)[4]
- Teodranno †
- Quintiliano †
- Cilliano † (740 - 4 d'agost de 746 mort)
- Clemente † (746 - 20 de març de 751 mort)
- Sant Aidulfo † (751 - 13 de novembre de 766 mort)
- Sant Maurino † (766 - 6 d'agost de 794 mort)[5]
- Beato Aronne † (794 - 13 de febrer de 807 mort)
- Beato Angelelmo † (807 - 7 de juliol de 824 mort)
- Sant Eribaldo † (824 - 25 d'abril de 857 mort)
- Sant Abbone † (857 - 3 de desembre de 859 mort)
- Beato Cristiano † (abans de 7 de juny de 860 - 22 de novembre de 871 mort)
- Guala † (20 de gener de 872 - 9 de març de 879 mort)
- Guibaldo † (5 d'abril de 879 - 12 de maig de 887 mort)
- Erifrido † (29 d'agost de 887 - 15 o 23 d'octubre de 909 mort)
- Sant Geranio † (21 de desembre de 909 - 28 de juliol de 914 mort)
- Sant Bettone † (12 de març de 915 - 24 de febrer de 918 mort)
- Gauderico † (29 de març de 918 - 12 d'abril de 933 mort)
- Guido † (20 de maig de 933 - 6 de gener de 961 mort)
- Riccardo † (14 d'abril de 961 - 16 de maig de 970 mort)
- Eriberto I † (8 de gener de 971 - 23 d'agost de 995 mort)
- Giovanni † (8 d'abril de 997 - 21 de gener de 999 mort)
- Hugues de Chalon † (5 de març de 999 - 4 de novembre de 1039 mort)
- Héribert II † (1040 - 26 de gener de 1052 mort)
- Geoffroy de Champaleman † (1 de desembre de 1052 - 16 de setembre de 1076 mort)
- Robert de Nevers † (d'octubre de 1076 - 12 de febrer de 1095 mort)
- Humbaud † (4 de maig de 1095 - 20 d'octubre de 1114 mort)
- Sant Ugo de Montaigu † (5 de març de 1116 - 11 d'agost de 1136 mort)
- Beat Hugues de Mâcon, O.Cist. † (de gener de 1137 - 12 d'octubre de 1151 mort)
- Alain, O.Cist. † (30 de novembre de 1152 - 14 d'octubre de 1167 mort)
- Guillaume de Toucy † (2 de juliol de 1167 - 27 de febrer de 1182 mort)
- Hugues de Noyers † (12 de març de 1183 - 29 de setembre de 1206 mort)
- Guillaume de Seignelay † (d'abril de 1207 - 27 d'abril de 1220 nomenat bisbe de París)
- Henri de Villeneuve † (20 de setembre de 1220 - 18 de gener de 1234 mort)
- Bernard de Sully † (1234 - 6 de gener de 1245 mort)
- Renaud de Saligny † (1245 - de gener de 1247 mort)
- Guy de Mello † (9 de febrer de 1247 - 19 de setembre de 1270 mort)
- Erard de Lesignes † (de desembre de 1270 - 12 de març de 1278 nomenat bisbe de Palestrina)
- Guillaume de Grez † (de juny de 1280 - 29 de gener de 1293 mort)
  - Sede vacante (1293-1296)
- Pierre de Mornay † (4 de febrer de 1296 - 29 de maig de 1306 mort)
- Pierre de Belleperche † (1306 - 17 de gener de 1308 mort)
- Pierre de Grez † (5 de gener de 1309 - 21 de setembre de 1325 mort)
- Pierre de Mortemart (Pierre Gauvain) † (7 d'octubre de 1325 - 18 de desembre de 1327 renuncià)
- Hélie de Talleyrand-Périgord † (4 de gener de 1328 - 25 de maig de 1331 renuncià)
- Aymeric Genaud † (24 de gener de 1332 - 15 de febrer de 1339 nomenat arquebisbe de Rouen)
- Jean de Blangy † (15 de febrer de 1339 - 1344 renuncià)
- Pierre de Villaines † (31 de gener de 1345 - 14 de maig de 1347 nomenat bisbe de Bayeux)
- Bernard le Brun † (14 de maig de 1347 - 29 d'octubre de 1349 mort)
- Pierre de Cros † (1 de desembre de 1349 - 17 de desembre de 1350 renuncià, nomenat cardenal prevere de Santi Silvestro e Martino ai Monti)
- Andouin Aubert † (20 de desembre de 1350 - 30 de gener de 1353 nomenat bisbe de Maguelonne)
- Jean d'Auxois † (30 de gener de 1353 - 10 de gener de 1359 mort)
- Ithier de Jarousse † (30 de gener de 1359 - 8 de juny de 1361 mort)
- Jean Germain † (18 de juny de 1361 - 7 de setembre de 1362 mort)
- Pierre Aymé † (10 de novembre de 1362 - 2 de setembre de 1372 mort)
- Nicolas d'Arcies † (17 de novembre de 1372 - 24 de setembre de 1376 mort)
- Guillaume d'Estouteville † (12 de novembre de 1376 - 11 d'agost de 1382 nomenat bisbe de Lisieux)
- Ferric Cassinel † (17 d'octubre de 1382 - 29 de gener de 1390 nomenat arquebisbe de Reims)
- Michel de Creney † (29 de gener de 1390 - 13 d'octubre de 1409 mort)
- Jean de Thoisy † (13 de novembre de 1409 - 17 de setembre de 1410 nomenat bisbe de Tournai)
- Philippe des Essarts † (17 de setembre de 1410 - 14 d'octubre de 1426 mort)
- Jean de Corbie † (11 de desembre de 1426 - 1432 renuncià)
- Laurent Pinon, O.P. † (31 de maig de 1432 - de març de 1449 mort)
- Pierre de Longueil † (27 de juny de 1449 - 16 de febrer de 1474 mort)
- Enguerrand Signart † (15 de març de 1476 - 4 de març de 1478 renuncià)
- Jean Baillet † (4 de maig de 1478 - 10 de novembre de 1513 mort)
- François de Dinteville I † (6 de març de 1514 - 1530 mort)
- François de Dinteville II † (27 d'abril de 1530 - 27 de setembre de 1556 mort)
  - Robert de Lénoncourt † (4 d'octubre de 1556 - 7 de febrer de 1560 renuncià) (administrador apostòlic)
- Philippe de Lénoncourt † (7 de febrer de 1560 - 16 de desembre de 1562 renuncià)
  - Philibert Babou de la Bourdaisière † (16 de desembre de 1562 - 25 de gener de 1570 mort) (administrador apostòlic)
- Jacques Amyot † (11 de desembre de 1570 - 6 de febrer de 1593 mort)
  - Sede vacante (1593-1600)
- François de Donadieu † (4 de juny de 1599 - 6 d'octubre de 1625 nomenat bisbe de Comminges)
- Gilles de Souvre † (9 de febrer de 1626 - 19 de setembre de 1631 mort)
- Dominique Séguier † (7 de juny de 1632 - 10 de gener de 1639 nomenat bisbe de Meaux)
- Pierre de Broc † (19 de desembre de 1639 - 7 de juliol de 1671 mort)
- Nicolas Colbert † (16 de novembre de 1671 - 5 de setembre de 1676 mort)
- André Colbert † (6 de juny de 1678 - 19 de juliol de 1704 mort)
- Charles-Daniel-Gabriel de Pestel de Lévi de Thubieres de Caylus † (26 de gener de 1705 - 3 d'abril de 1754 mort)
- Jacques-Marie de Caritat de Condorcet † (16 de desembre de 1754 - 16 de febrer de 1761 nomenat bisbe de Lisieux)
- Jean-Baptiste-Marie Champion de Cicé † (16 de febrer de 1761 - 16 d'agost de 1805 mort)[6]